# 仙台通宝

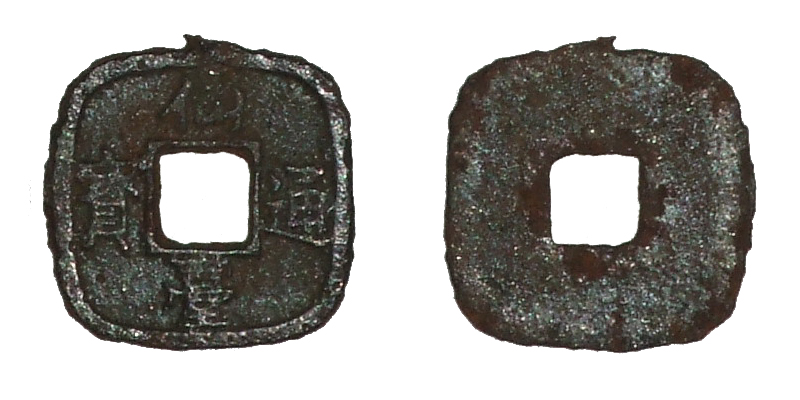
仙臺通寳

仙台通宝（仙臺通寳、せんだいつうほう）は、江戸時代後期の天明年間に仙台藩が鋳造した鉄銭。地方貨幣の一種である。

## 形状・材質
形状は、円形に四角形の孔が穿けられた寛永通寳などとは異なり、角を丸めた四角形に四角形の孔が穿けられている（そのため、「撫角銭」などという呼称もあった）。通用銭の材質は青銅ではなく、仙台藩内で豊富に産出していた鉄であるが、鋳型原型である母銭は銅製である。初期鋳造のものは大型であり、次第に小型化したため、古銭収集界では「大様」（幅23mm以上）、「中様」（22mm程度）、「小様」（20mm程度）と分類している。

## 略史
元々仙台藩は、幕府の許可の下で寛永14年（1637年）および享保13年（1728年）に寛永通寳銅銭を、元文4年（1739年）および明和5年（1768年）からは石巻において鉄銭を鋳造していた実績があった。その後、天明の大飢饉の際に藩財政が逼迫したことをきっかけに、天明4年（1784年）に5年間の期限という条件で幕府の許可を得て、独自の地方貨である仙台通寳の鋳造に至った。明和年間に石巻で寛永通寳鉄銭が多量に鋳造された時、全国的な銭相場下落を引き起こした経験から寛永通寳と区別するため銭文を「仙臺通寳」とし、撫角の形状として領内通用に限ったものとされる。
材質が悪いことから嫌われ、藩内でインフレーションを招く一因となったとされるが、盛岡藩内で偽造が行われたほか、広島藩内の遺跡から出土例があるなど、経済的な裏付けが乏しかった藩札と異なり、少なからず他地域へ流通した形跡も見られる。材質の悪さは幕府の巡見使を務めた古川古松軒も記録しており、100文を支払いに使う間に2〜3文が砕けて捨てるざるを得ないほど質が悪かったという。また、角型のため持ち歩くだけで一日で財布に穴が開くなどの弊害もあった。
鋳造量は308,000貫文（308,000,000枚）にも及び、また通用範囲が仙台藩領内に限られていたことから、寛永通寳に対して価格が乖離し、発行当時、1両につき10貫800文の相場であったものが、後に21貫文まで下落し、天明7年（1787年）7月に5年の期限を待たずに鋳造停止となった。仙台通寳の相場が寛永通寳と比較して低下したことからこれを買い集め、寛永通寳の銭緡に交えて通用させ不正に利益を得ようとする者が現れ、仙台藩領を超えて江戸まで流入したため、文化3年（1806年）に幕府はこれを厳しく取り締まる触書を出すに至った。